# 聚興園酒家
聚兴园酒家是歷史上位于中華人民共和國上海市普陀区延长西路子長路路口的一家飯店，由寶山罗店人王志香于1929年開設在长寿路。1931年出让给商人许鸿年经营，1932年在長壽路翻建成高二層楼房。1954年公私合营后，营业面积500多平方米，扩建成3层楼。改革開放後中華人民共和國商業部曾經授予其中華老字號稱號。1992年由长寿路迁至延长西路。营业面积250平方米，设有大餐厅和4个小餐厅。後來所在地又開出一家名為聚兴园锦港餐厅的餐廳。